# Bio-Zeichen Baden-Württemberg
Das Bio-Zeichen Baden-Württemberg ist ein regionales Gütesiegel, das vom Bundesland Baden-Württemberg getragen wird. Es ist beim Deutschen Patent- und Markenamt unter der Registriernummer 30346021 als Wort-Bildmarke eingetragen. 

Bio-Zeichen Baden-Württemberg

Das Zeichen wird im Rahmen eines vertraglich festgelegten Lizenzsystems vergeben und steht für ökologisch erzeugte landwirtschaftliche Produkte aus Baden-Württemberg bzw. für Lebensmittel, die aus ökologisch erzeugten baden-württembergischen Zutaten hergestellt werden.

## Grundlagen und Zielsetzung
Auf der Grundlage des § 20 Abs. 3 Landwirtschafts- und Landeskulturgesetz (LLG) vom 14. März 1972 besteht ein Auftrag des Landes zur Absatzförderung von heimischen Agrarprodukten.
Das Bio-Zeichen trägt diesem Umstand Rechnung durch die Einrichtung und Umsetzung gezielter Fördermaßnahmen.
- Aufbau und Umsetzung von gemeinschaftlicher Werbung
- Maßnahmen zur Erschließung und Pflege von Märkten für land- und ernährungswirtschaftliche Erzeugnisse

Das Bio-Zeichen Baden-Württemberg hat den Zweck, im ökologischen Landbau erzeugte Produkte aus Baden-Württemberg, die die Voraussetzungen der Verordnung (EG) Nr. 834/2007 des Rates vom 28. Juni 2007 (Öko-Basis-Verordnung) in der jeweils gültigen Fassung erfüllen, mit der Herkunftsangabe zur Produktpositionierung und Information der Verbraucher besonders zu kennzeichnen.
Das Bio-Zeichen Baden-Württemberg als Förderinstrument steht im Einklang mit europäischem Recht und wurde mit Schreiben der Europäischen Kommission (KOM) vom 1. Juni 2016 erneut notifiziert.

## Aufbau und Verantwortlichkeit
- Zeichenträger ist das Land Baden-Württemberg, vertreten durch das Ministerium für Ländlichen Raum und Verbraucherschutz.
- Lizenznehmer sind Verbände und Zusammenschlüsse aus dem Bereich der Erzeugung und Vermarktung von ökologisch erzeugten Produkten. Mit Stand vom 6. September 2017 gibt es acht Lizenznehmer.[4]
- Zeichennutzer sind Wirtschaftsunternehmen und Betriebe, die Produkte mit dem Zeichen kennzeichnen und vermarkten.
- Erzeuger sind landwirtschaftliche Betriebe, die Rohprodukte für die Vermarktung unter dem Zeichen erzeugen, z. B. Obst- und Gemüsebaubetriebe, Getreideerzeuger etc.

Alle Teilnehmer am Bio-Zeichen sind über vertragliche Vereinbarungen in das Programm eingebunden. In den Verträgen sind die jeweiligen Rechte und Pflichten sowie mögliche Sanktionen bei Verstößen geregelt.

## Kontrollsystem
Alle vertraglichen Vereinbarungen unterliegen der Kontrolle. Im Kontrollsystem bestehen die folgenden Ebenen:
Neutrale Kontrolle
Das Kontrollsystem für Bio-Betriebe in Deutschland allgemein besteht aus einer staatlichen Überwachungsbehörde sowie den zugelassenen privaten Kontrollinstitutionen. Alle landwirtschaftlichen Bio-Betriebe werden mindestens einmal pro Jahr durch eine neutrale Kontrollstelle kontrolliert. Die jährliche Kontrolle findet angekündigt statt. Zudem können auch unangekündigte Stichprobenkontrollen durchgeführt werden.
Auf dieser Grundlage basiert das Kontrollsystem des Bio-Zeichens Baden-Württemberg. Die spezifischen Anforderungen des Bio-Zeichens werden dabei zeitgleich mit der Bio-Kontrolle von der gleichen Prüfeinrichtung kontrolliert. Zu diesem Zweck stehen den Kontrollstellen ausgearbeitete Prüfchecklisten und Prüfanweisungen zur Verfügung.
Kontrollüberwachung (Meta-Kontrolle)
Der Zeichenträger bzw. von ihm beauftragte Stellen überwachen und verifizieren, dass alle vorgeschriebenen Kontrollmaßnahmen vollständig und sachgerecht umgesetzt werden.

## Anforderungen
Landwirtschaftliche Erzeugerbetriebe, die für die Vermarktung unter dem Bio-Zeichen produzieren, müssen ihren Betrieb vollständig mit allen Betriebsteilen auf die ökologische Produktion umgestellt haben. Zudem muss die vorgeschriebene Umstellungszeit abgeschlossen sein.
In der Fütterung müssen mindestens 50 % hofeigene Futtermittel eingesetzt werden. Verwendete Einzelfuttermittel müssen außerdem in der Positivliste der Normenkommission für Einzelfuttermittel im Zentralausschuss der deutschen Landwirtschaft verzeichnet sein.
Einzelne Erzeugnisse wie Fruchtsaft oder Fleisch müssen über den gesetzlichen Vorgaben stehende zusätzliche Anforderungen erfüllen.
Diese Zusatzanforderungen werden in aktueller Fassung zur Einsicht und zum Download zur Verfügung gestellt.
Die Anforderungen werden nach Erfordernis weiterentwickelt. In einem Beirat sind die jeweils fachlich betroffenen Kreise und Interessengruppen aus Landwirtschaft und Lebensmittelproduktion, Handel, Fachreferaten und Verbraucherschaft in die Weiterentwicklung einbezogen. Das Bio-Zeichen entspricht insofern den Leitlinien der EU in Bezug auf eine gute Praxis für freiwillige Zertifizierungssysteme für landwirtschaftliche Produkte und Lebensmittel.